# Io senza te
 Io senza te, Suíça no Festival Eurovisão da Canção 1981
"Io senza te" ("Eu sem ti") interpretada em italiano por Peter, Sue & Marc. A referida canção tinha letra de Peter Reber, Nella Martinetti, música de Peter Reber e foi orquestrada por Rolf Zuckowski.
Esta foi a quarta participação daquela banda (trio) no Festival Eurovisão da Canção, tendo anteriormente participado pela Suíça em 1971, com "Illusions de nos vingt ans", 1976, com o tema "Djambo, Djambo" e em 1979 com "Trödler und Co." Foi a primeira vez que o grupo cantou em italiano e também a que obteve a melhor classificação (quarto lugar).
A canção suíça foi a décima nona (penúltima) a ser interpretada no evento (a seguir à canção cipriota e antes da canção sueca cantada por Björn Skifs), tendo terminado em 4º lugar, tendo recebido 121 pontos.
A canção é uma balada romântica, em que dois amantes se recordam da sua relação um ano antes e sentem muitas saudades, um do outro ("Eu sem ti", diz o refrão da canção